# Mnium triquetrum
Mnium triquetrum là một loài Rêu trong họ Mniaceae. Loài này được L. ex Jolycl. mô tả khoa học đầu tiên năm 1803.